# Коллегиальная готика
Коллегиальная готика (англ. Collegiate Gothic) или Академическая готика (англ. Academic Gothic) — стилевое течение в архитектуре неоготики, получившее распространение в строительстве образовательных учреждений аналогично коллегиальным (университетским) церквям в период историзма, накануне модерна, в 1800—1900-х годах в Великобритании, США, Канаде и других странах. Архитекторы «коллегиальной готики» следовали в основном стилю неотюдор, апеллирующему к Тюдор-Ренессансу с элементами английской готики XVI столетия.

## История

### Зарождение
Создатели коллегиальной готики опирались на традиции средневековой готики, которая в середине XVIII века пережила своё второе рождение в виде неоготики и была популярна на протяжении всего XIX века.
Долгое время корпусы университетов не были выдержаны в одном стиле, представляя «архитектурное ассорти». Американские университеты копировали Оксфордский и Кембриджский университеты, а готика 1860—1870-х годов часто неупорядоченно сочетала элементы похожих стилей. Конкуренцию коллегиальной готике на её начальном этапе развития составлял популярный боз-ар, напоминавший итальянские пантеоны. Однако, любовь ко всему английскому определила в итоге облик студенческих городков.
Первыми примерами использования неоготики на территории университетов в США были библиотеки Ричарда Бонда и Гор-холл (1837—1841, снесена в 1913 году) в Гарвардском университете, здание Свободной академии (1847—1849, снесено в 1928 году; сегодня Городской колледж Нью-Йорка) архитектора Джеймса Ренвика-младшего. Архитектор шведского происхождения Чарльз Ульриксон, вдохновлённый лондонским дворцом Хэмптон-корт, спроектировал Олд-Мэйн (1856—1857) в Колледже Нокс в Гейлсберге (Иллинойс).
После Гражданской войны на местную архитектуру оказала влияние викторианская готика:
- Фарнем-холл (1869—1870) в Йельском колледже архитектора Рассела Стёрджиса[англ.];
- Колледж-холл (1870—1872) в Пенсильванском университете архитектора Томаса У. Ричардса;
- Мемориальный зал (1870—1877) в Гарвардском колледже архитекторов Уильяма Роберта Уэра[англ.] и Генри Ван-Бранта[англ.];
- Сэйдж-холл (1871—1875) в Корнеллском университете архитектора Чарльза Бэбкока[англ.].

В 1871 году английский архитектор Уильям Бёрджес спроектировал ряд зданий под впечатлением от французской готики для Тринити-колледжа: Сибари-холл, Башня Нортам, Джарвис-холл. Все они построены в 1878 году в Хартфорде, штат Коннектикут.

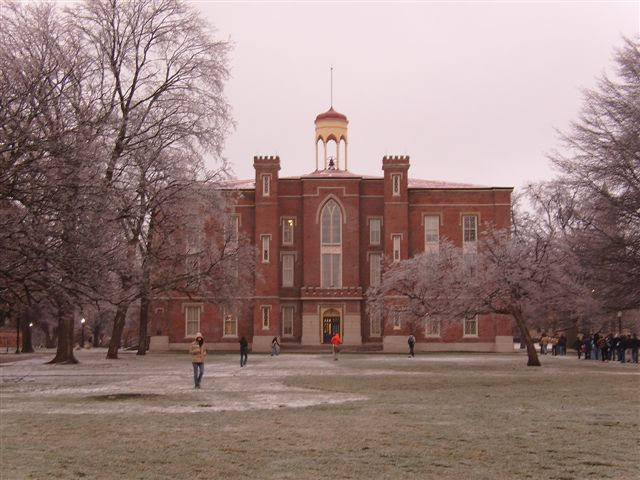
Олд-Мэйн (1856-1857) в Колледже Нокс, 2007 год
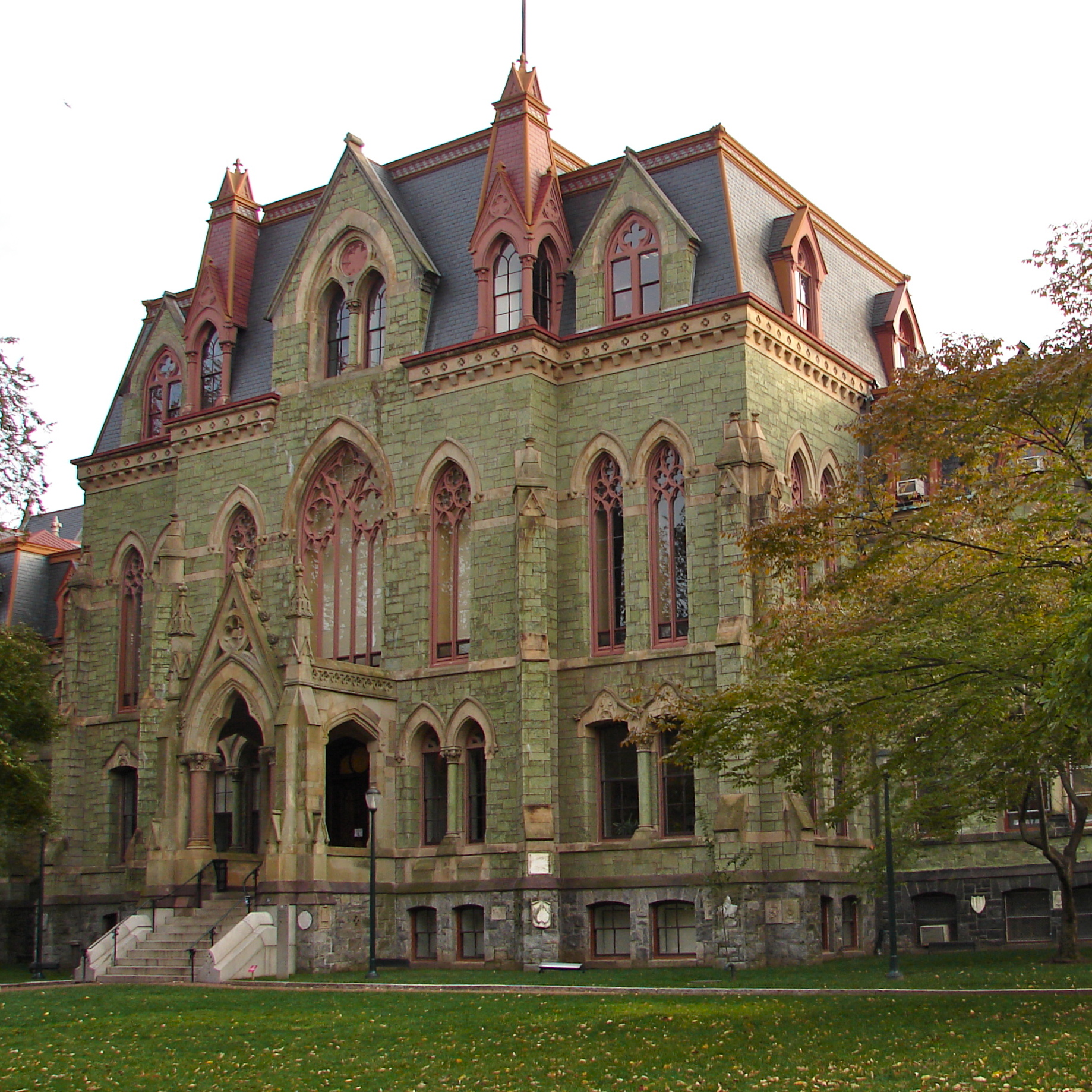
Колледж-холл (1870-1872) в Пенсильванском университете
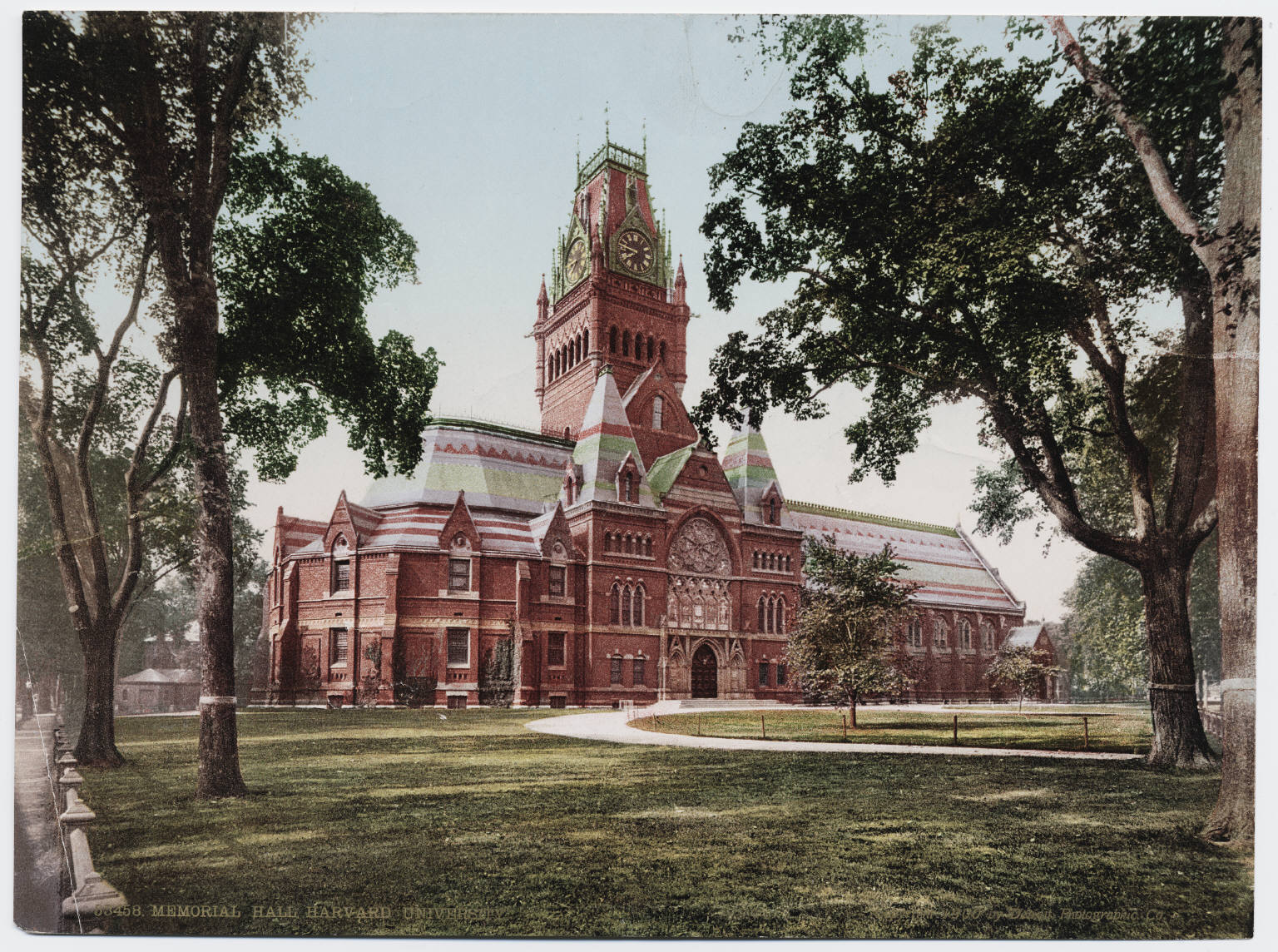
Мемориальный зал (1870-1877) в Гарвардском колледже
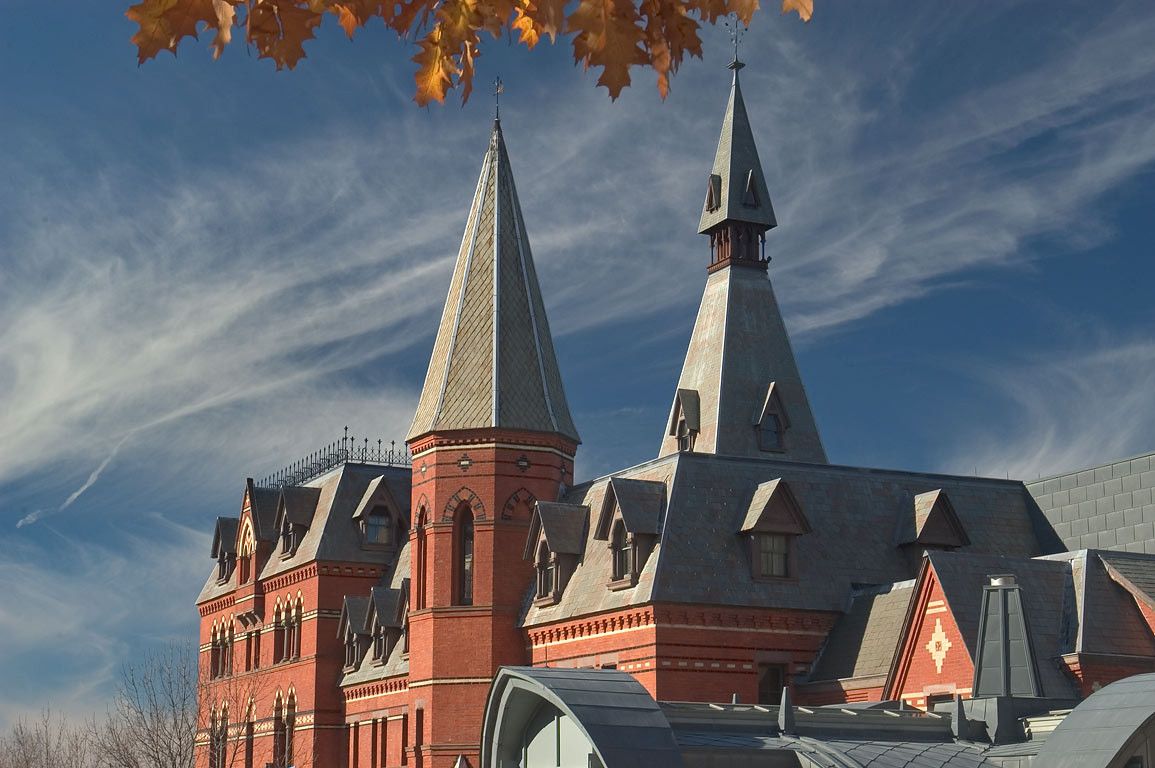
Сэйдж-холл (1871-1875) в Корнеллском университете
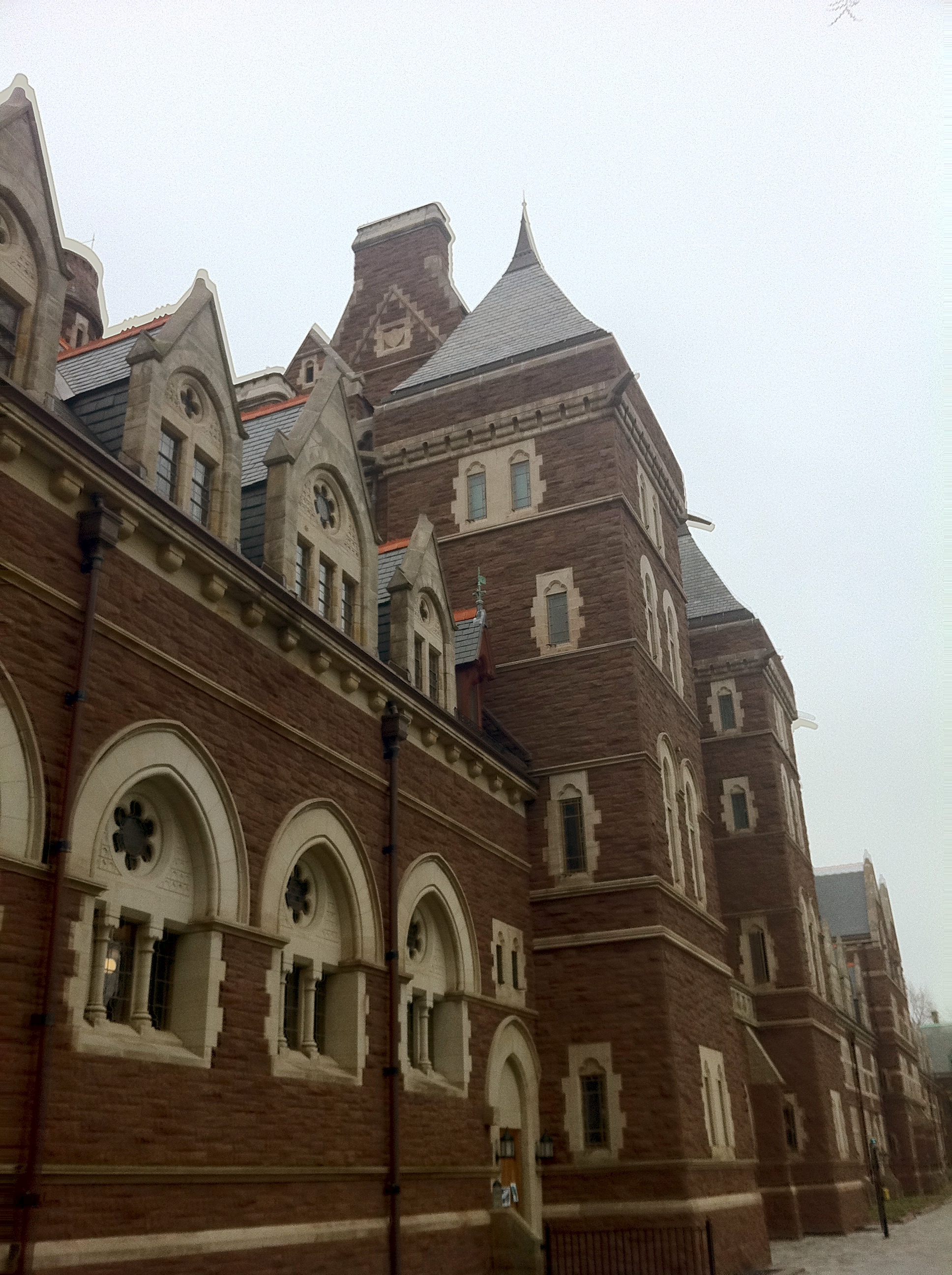
Сибари-холл (1878) в Тринити-колледже

### Расцвет
Строительство в 1894 году Уолтером Коупом и Джоном Стьюардсоном Бэмбрук-холла в колледже Брин-Мар определило подстиль коллегиальной готики. Он получил широкое распространение среди образовательных учреждений, почитающих готику за строгость, древность и моральную дисциплину (поскольку, ряд образовательных учреждений находились в ведомстве религиозных общин). Подстиль использовали также при строительстве корпусов Пенсильванского (1895—1911), Принстонского (1896—1902) университетов, Университета Вашингтона в Сент-Луисе (1899—1909) и многих других учебных заведений по всей стране.
Известные университеты в начале 1900-х продолжили пристраивать на своей территории кампусы в коллегиальной готике, используя современные материалы. Если экстерьер выдерживался в неоготическом стиле с использованием кирпича и камня, то внутри применялись сталь, штукатурка, глиняная плитка и гипсокартон.
Джордж Браун Пост спроектировал новый кампус (1903—1907) Городского колледжа Нью-Йорка в Гамильтон-Хайтс, Манхэттен в стиле коллегиальной готики. В 1901 году архитектурная фирма «Шепли, Рутан и Кулидж» разработала план кампуса для Чикагского университета в коллегиальном стиле. Строительство завершилось через 15 лет. Некоторые сооружения, вроде Башни Митчелла (1901—1908), являются полными копиями исторических зданий.
Со стилем смогла познакомиться широкая аудитория на Всемирной выставке в Сент-Луисе, штат Миссури и на Олимпийских играх в 1904 году. Мероприятия проходили в недавно построенном кампусе Вашингтонского университета.
Создание Чарльзом Дона Магиннисом Гэссон-хола в Бостонском колледже в 1908 году способствовало развитию коллегиальной готики. Работа архитектора Джеймса Гэмбла Роджерса для Йельского университета, к которой он приступил в 1917 году, из-за фантазий на тему историзма подверглась критике сторонников набирающего популярность модернизма. Выстроенное им здание Мемориальной библиотеки Стерлинга (1927—1930), напоминающее средневековый собор, вызвало недовольство студентов.
Канадский архитектор Уильям Лайон Сомервилл спроектировал новый кампус (1928—1930) в коллегиальном стиле для Университета Макмастера, переезжающего в Гамильтон (Онтарио).
Закат коллегиальной готики начался с периода Великой депрессии.

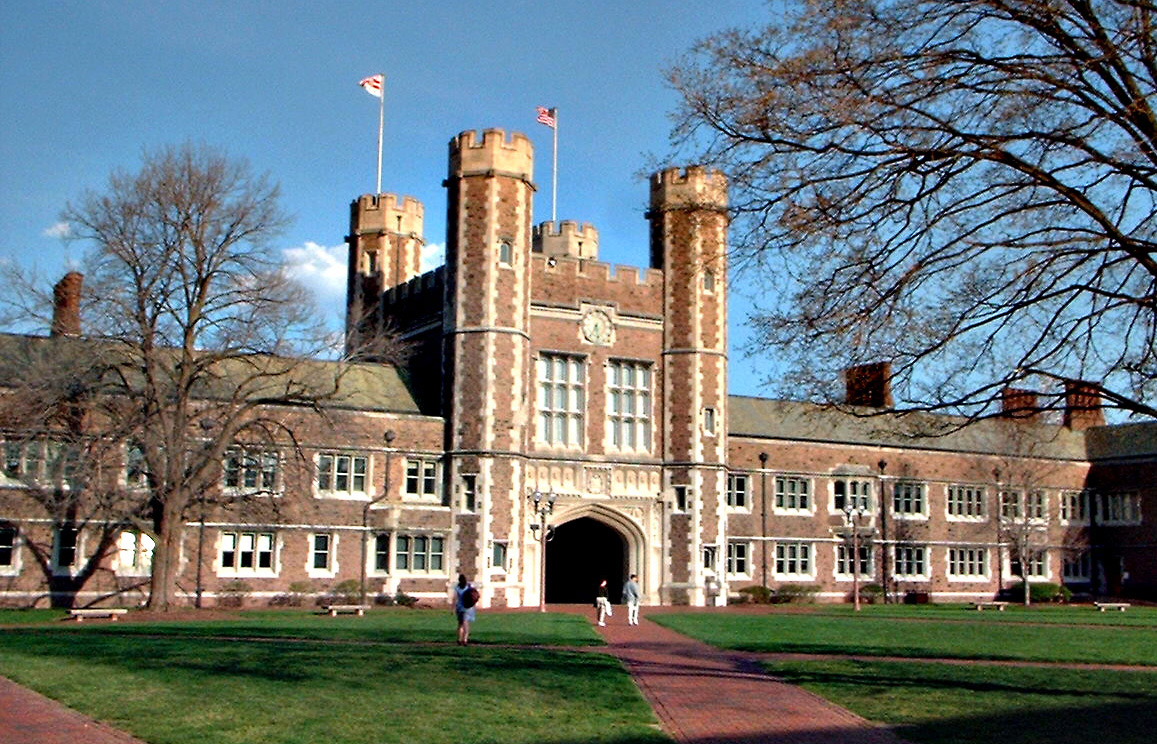
Бруклингс-холл (1902–1904) в Вашингтонском университете.
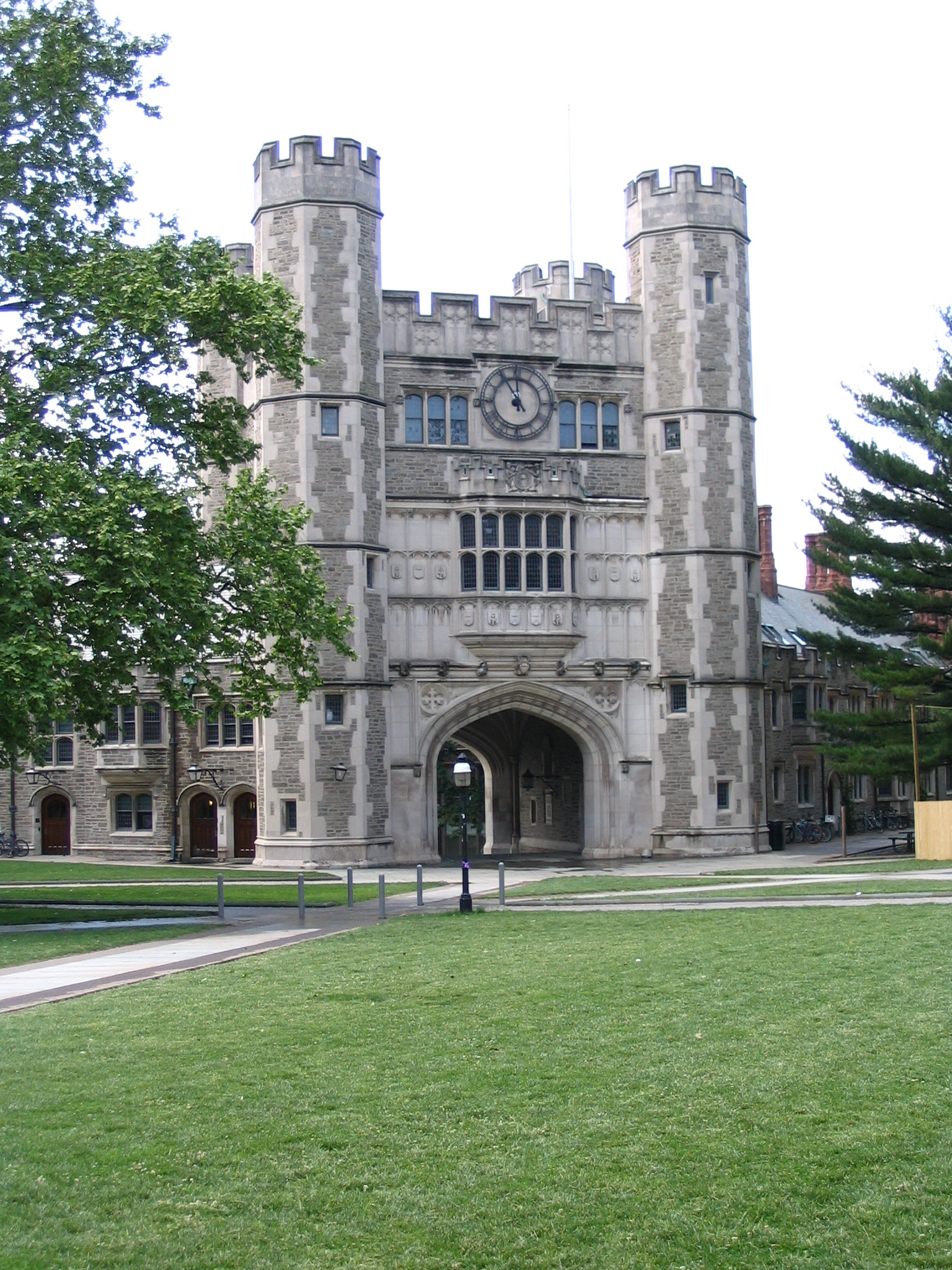
Блэр-холл (1896-1897) в Принстонском университете
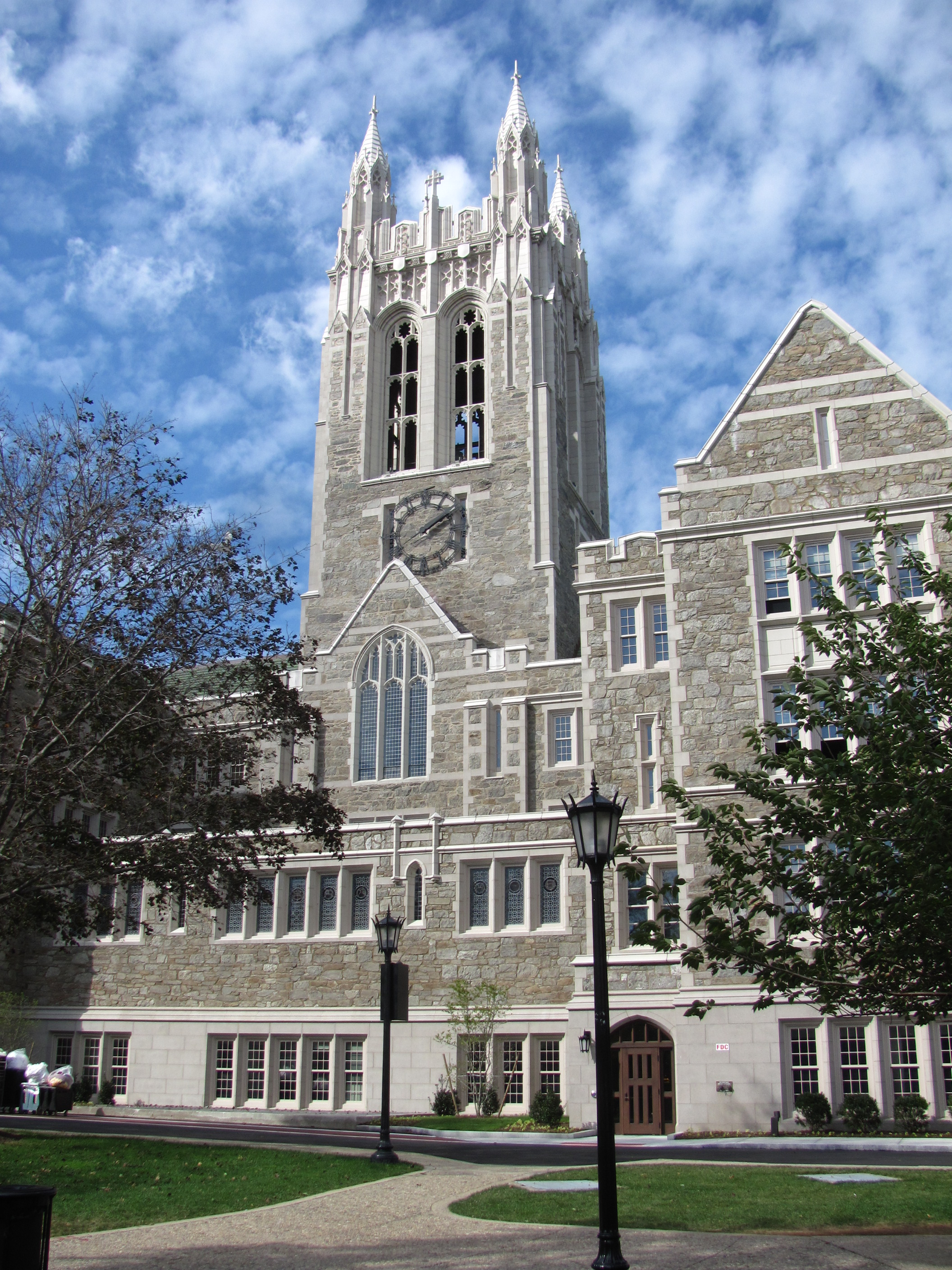
Гэссон-холл (1908) в Бостонском колледже
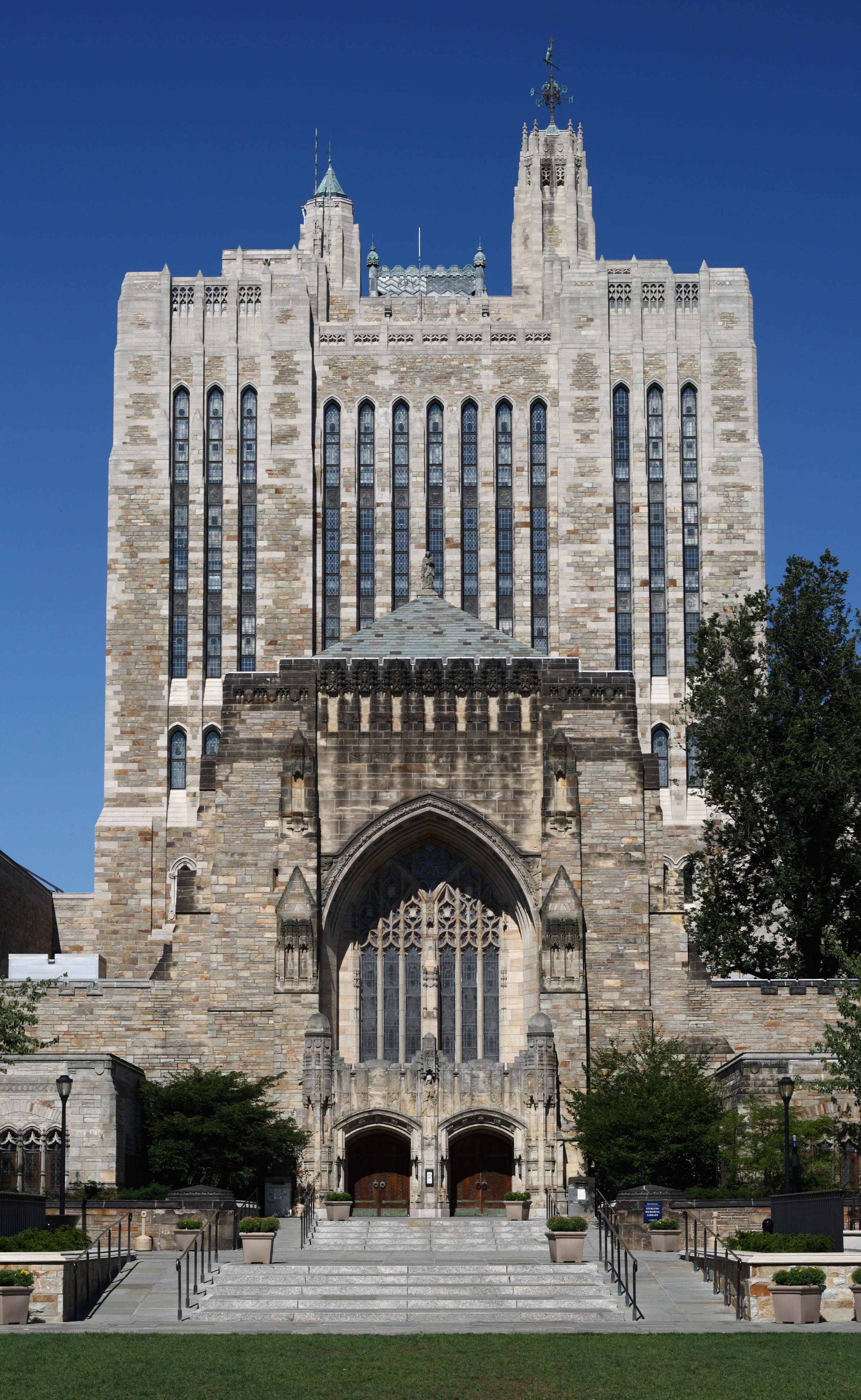
Мемориальная библиотека Стерлинга (1927-1930) в Йельском университете
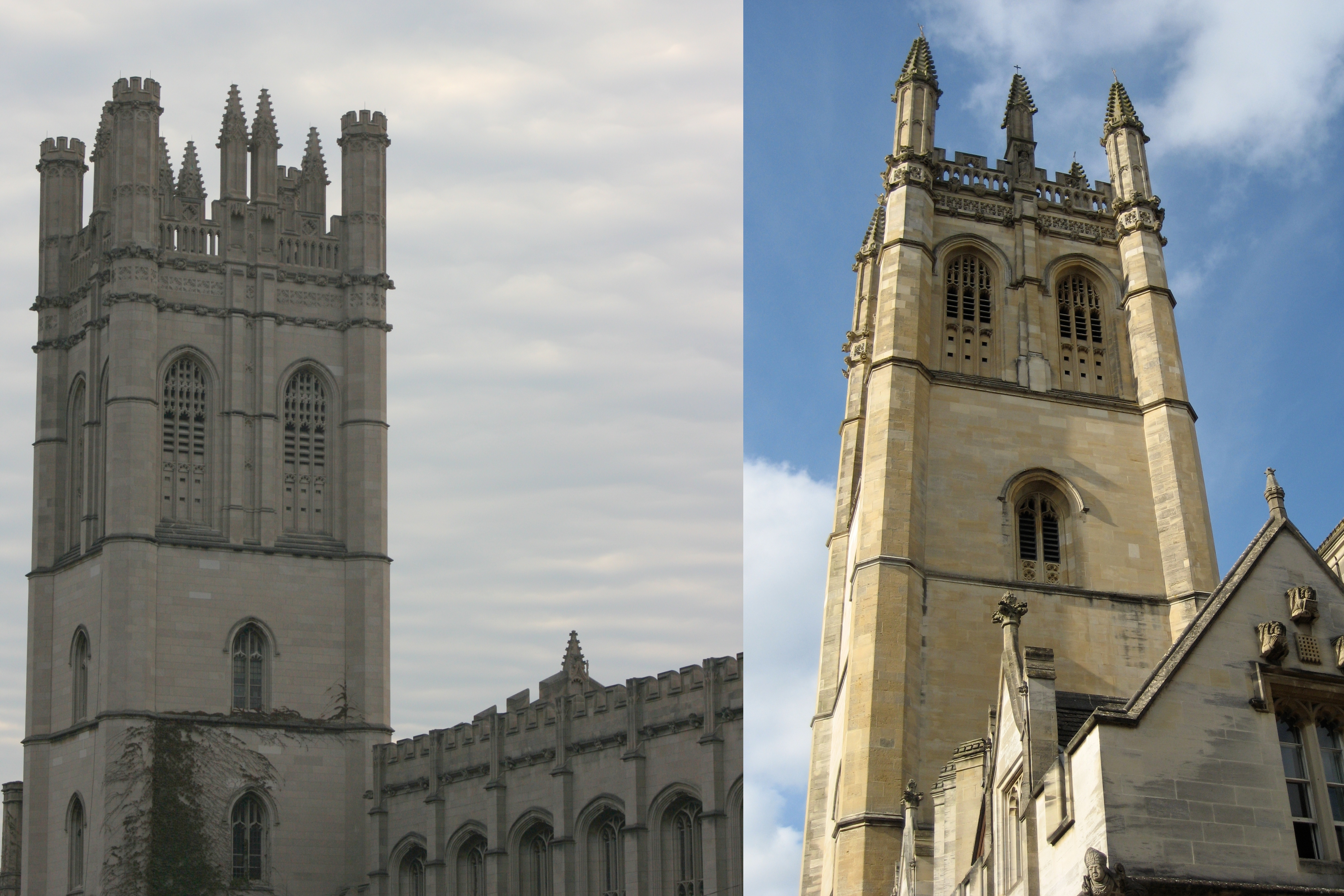
Башня Митчелла (1901-1908) в Чикагском университете (слева) является копией Башни Магдалены (справа) в Оксфордском университете.

## Особенности
Впервые термин «Коллегиальная готика» употребил архитектор Чарльз Клаудер в своей книге «Архитектура колледжей в Америке» (1929).
Первоначально стиль использовался при строительстве университетских общежитий. Он демонстрировал «архитектурную поэзию», историческую преемственность — наследие Оксфорда и Кембриджа, но не Падуи, Виттенберга или Парижа. Как отмечал Вудро Вильсон, готические формы прибавляли тысячи лет к истории школы.

Стиль «соединял монастырь и кузницу», выражал понятие «дисциплины» и давал в период стремительных перемен опору на понятное, изученное прошлое. Инициаторы строительства эстетически приятных кампусов соглашались с понятием, что «здания тоже учат». Американский историк Вернон Луис Паррингтон писал:
Лично мне кажется, что мы говорим слишком много о крупном университете и мало о красивом университете. Если мы надеемся обучать культурных мужчин и женщин, нам следует окружить их предметами, которые вдохновят и приобщат к культуре. Если и есть такое уютное, праведное и прекрасное место, то это — школа.
Строения в стиле коллегиальной готики преимущественно имеют прямоугольное горизонтальное расположение с пристройками в виде вертикальных башен. Арки повторяют технику средневековых готических соборов, особенно при оформлении сквозных проходов. Часто фасад дополнен выдающимися туреллями, контрфорсами; окантовка по периметру крыши и башен нередко зубчатая, как в средневековых замках, вершину шпиля венчает флэш (как в Мемориальной часовне Хайнца).
Ограниченный небольшим пространством при университете Питтсбурга архитектор Чарльз Клаудер прибег в вертикальному строительству, создав так называемый Собор учения (1926—1937). Он представляет собой 42-этажный небоскрёб, второй по высоте в мире среди университетских и готических зданий, является последним ярким образцом неоготической архитектуры. Интерьеры с высокими сводами выдержаны также в неготическом стиле. К зданию примыкают неоготические кампусы работы Клаудера: Мемориал Стивена Фостера (1935—1937) и Мемориальная часовня Хайнца (1933—1938) в стиле французской готики.

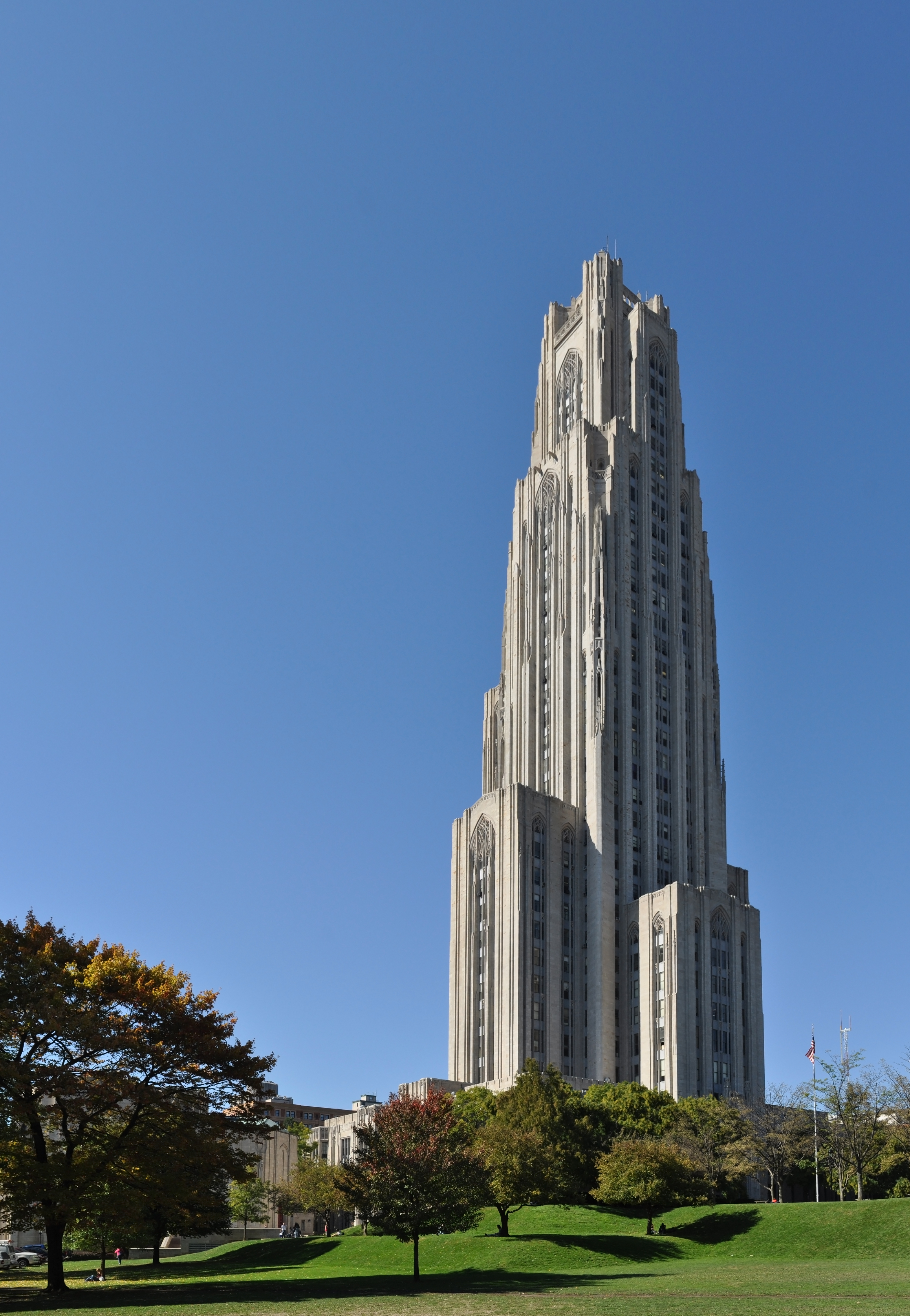
Собор учения (1926-1937)
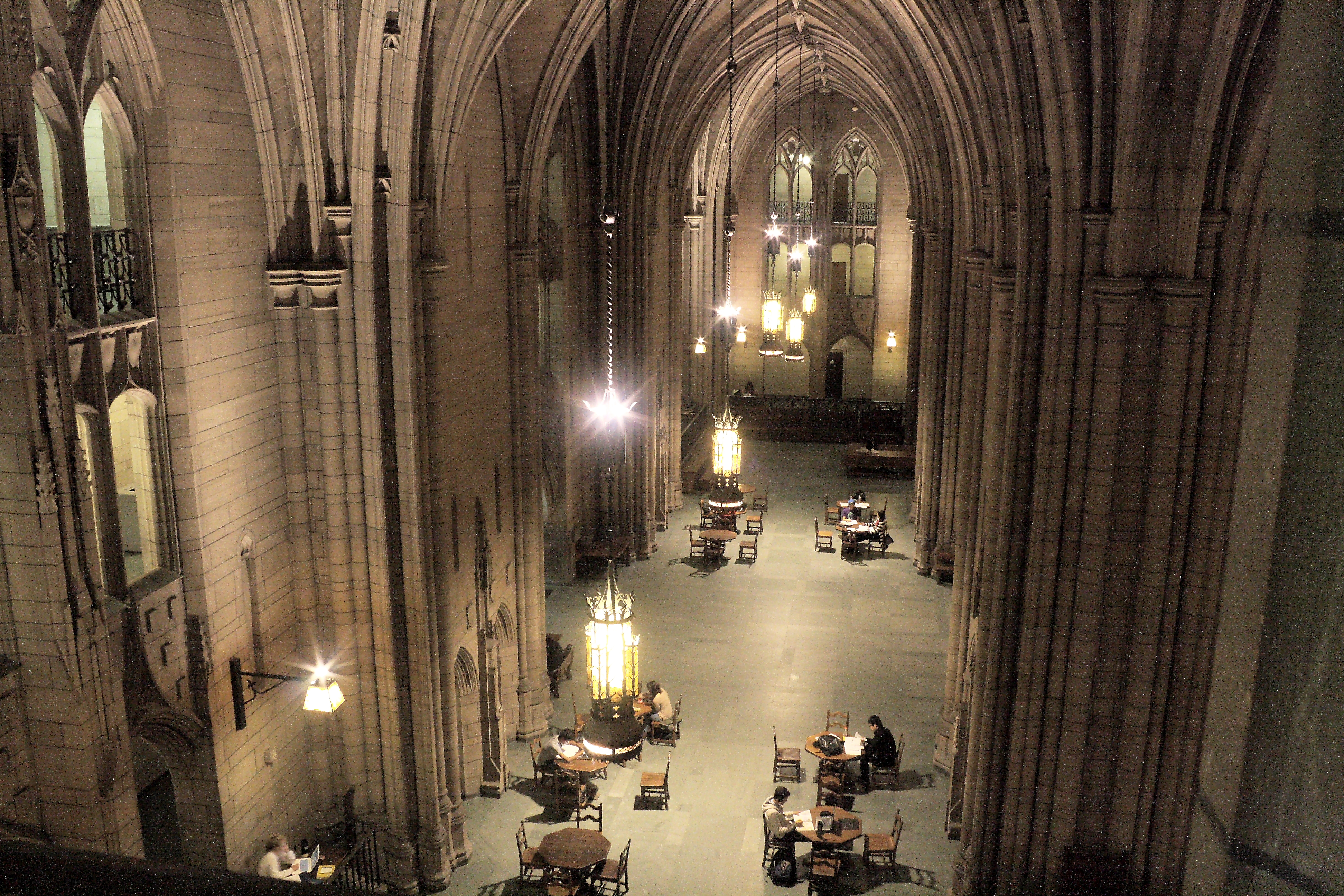
Интерьер Собора учения
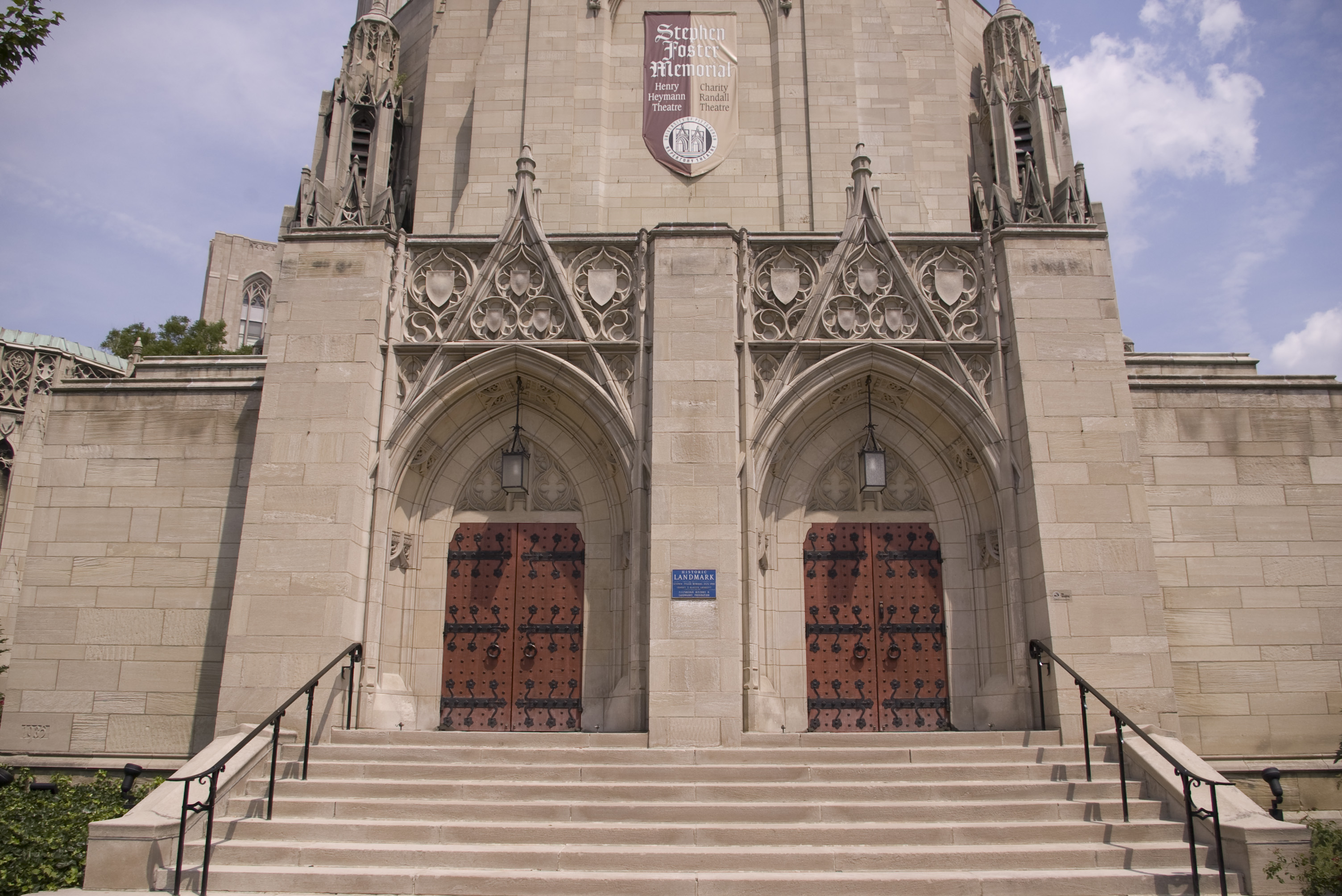
Мемориал Стивена Фостера (1935-1937)
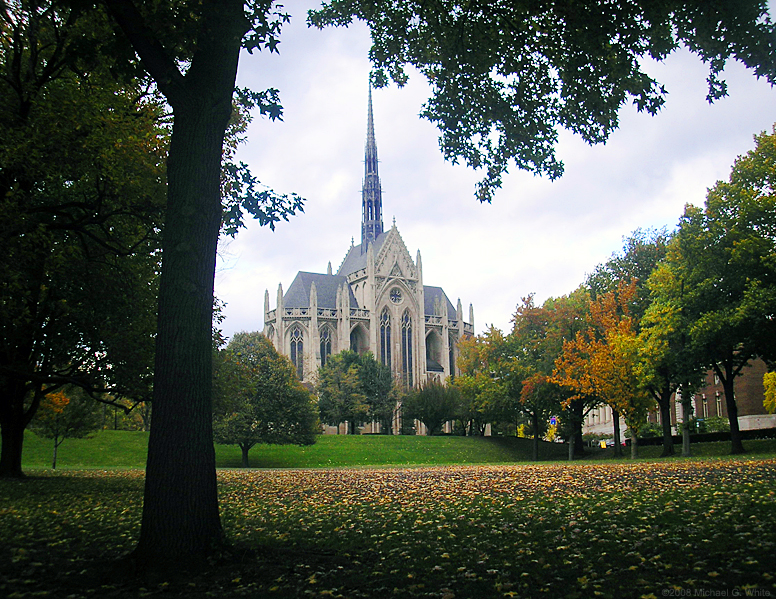
Мемориальная часовня Хайнца (1933-1938), южная сторона
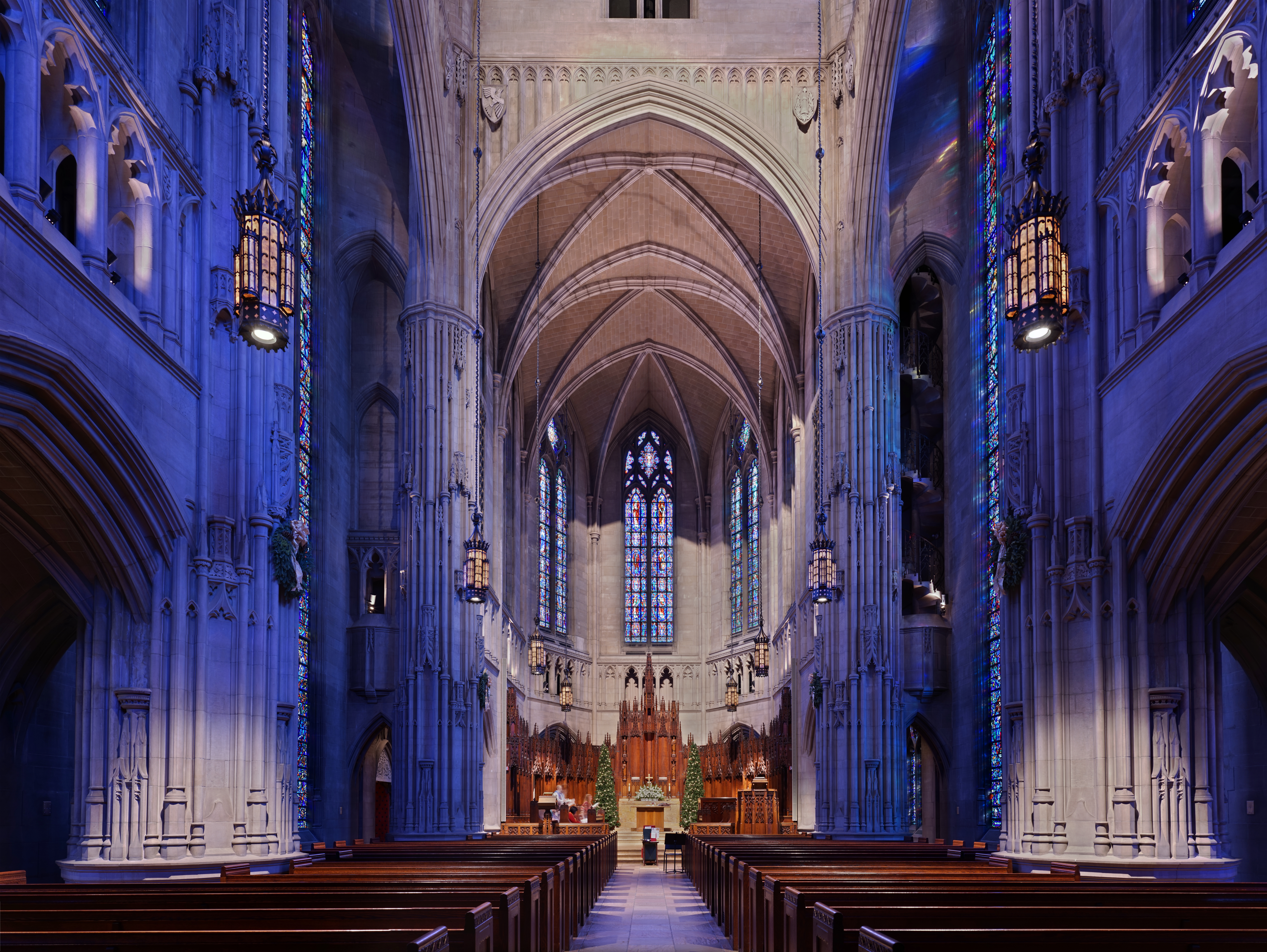
Интерьер Мемориальной часовни Хайнца
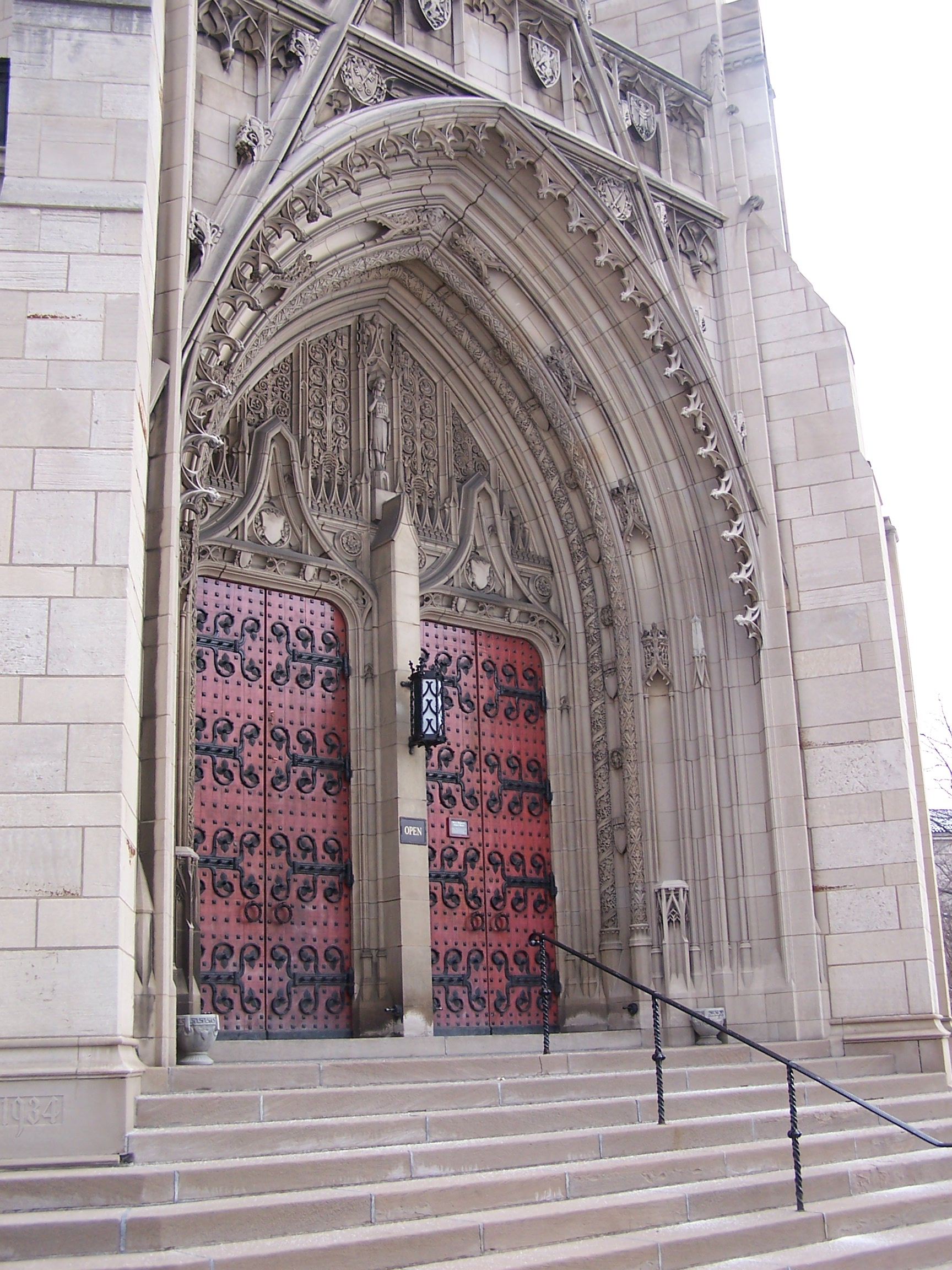
Главный вход Мемориальной часовни Хайнца

## Примеры

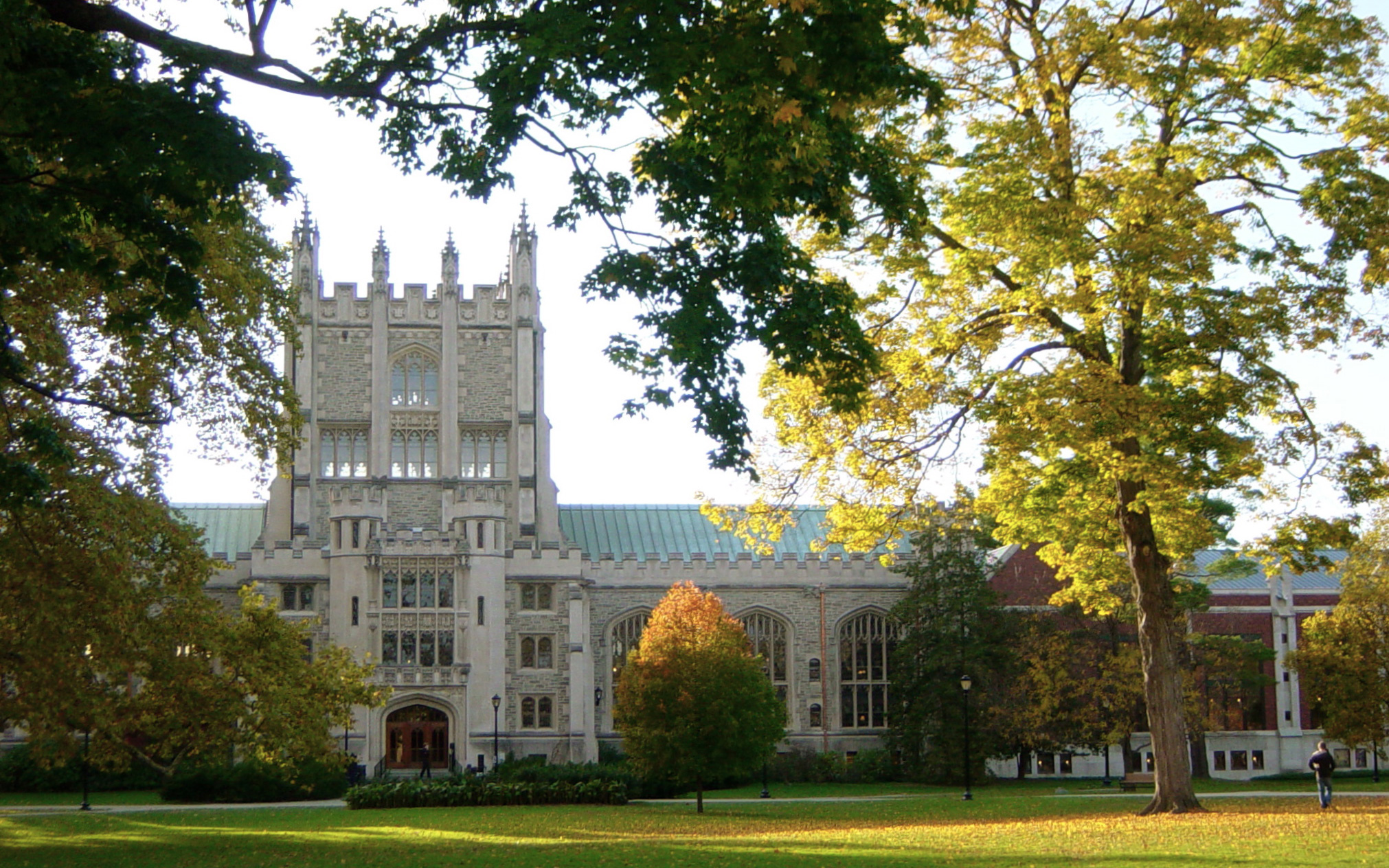
Библиотека Томсона в Университете Вассара.

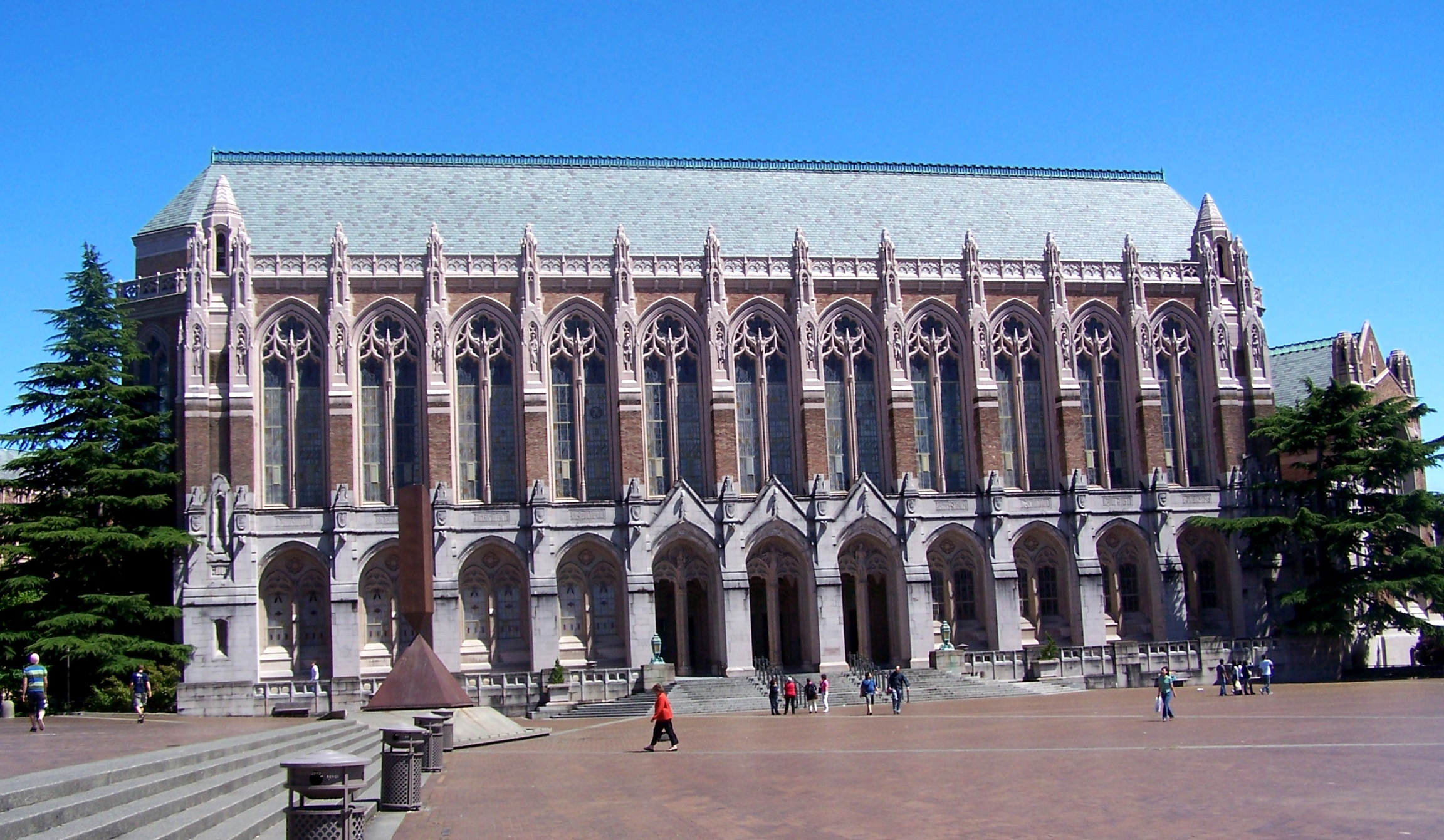
Библиотека Суззалло при Вашингтонском университете.

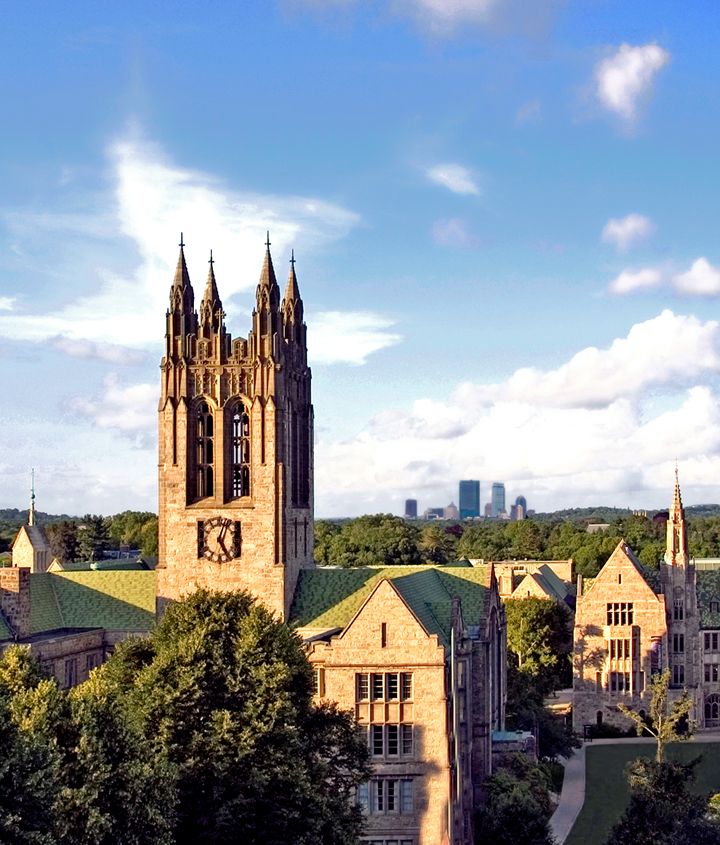
Башня Гассона в Бостонском колледже.

Примеры коллегиальной готической архитектуры среди некоторых учебных заведений:

### США
- Айовский университет
- Бостонский колледж
- Вашингтонский университет — библиотека Суззалло (1926)
- Гриннеллский колледж
- Денверский университет
- Йельский университет — Мемориальная библиотека Стерлинга, башня Хакнесс
- Корнеллский университет
- Колледж Франклина и Маршалла
- Лихайский университет
- Мичиганский университет
- Политехнический университет Виргинии
- Принстонский университет — Блэр-холл (1896)
- Рид-колледж
- Северо-Западный университет
- Фордемский университет — Кампус Роуз-хилл[19][20]
- Чикагский университет
- Университет Вашингтона в Сент-Луисе — Бруклинс-холл (1900), кампус Данфорта
- Университет Дьюка
- Университет Макгилл
- Университет Пердью
- Университет Саскачевана
- Университет Теннесси в Чаттануге
- Университет штата Мичиган
- Университет штата Флорида
- Университет Южной Калифорнии — Wallis Annenberg Hall

### Канада
- Торонтский университет — кампус St. George

- Университет Западного Онтарио